# Kepkiriwát
Kepkiriwát, pleme američkih Indijanaca porodice Tuparí, Velika porodica Tupian, nekada nastanjeno u području rijeke Pimenta Bueno u južnoj Rondôniji, Brazil. Pleme je vjerojatno otkrio Marechal Rondon 1916. godine, kasnije ih posjećuje Claude Levi-Strauss 1930.-tih godina i otkriva među njima jednog Kwazá Indijanca. Kepkiriwati su pacifizirani još u prvoj polovici 20. stoljeća a danas se vode kao nestali. 
U svojim obredima koristili su duhan kojega su poput Mundea ušmrkivali pomoću dugih cijevi za sisanje. 